# Les Avants

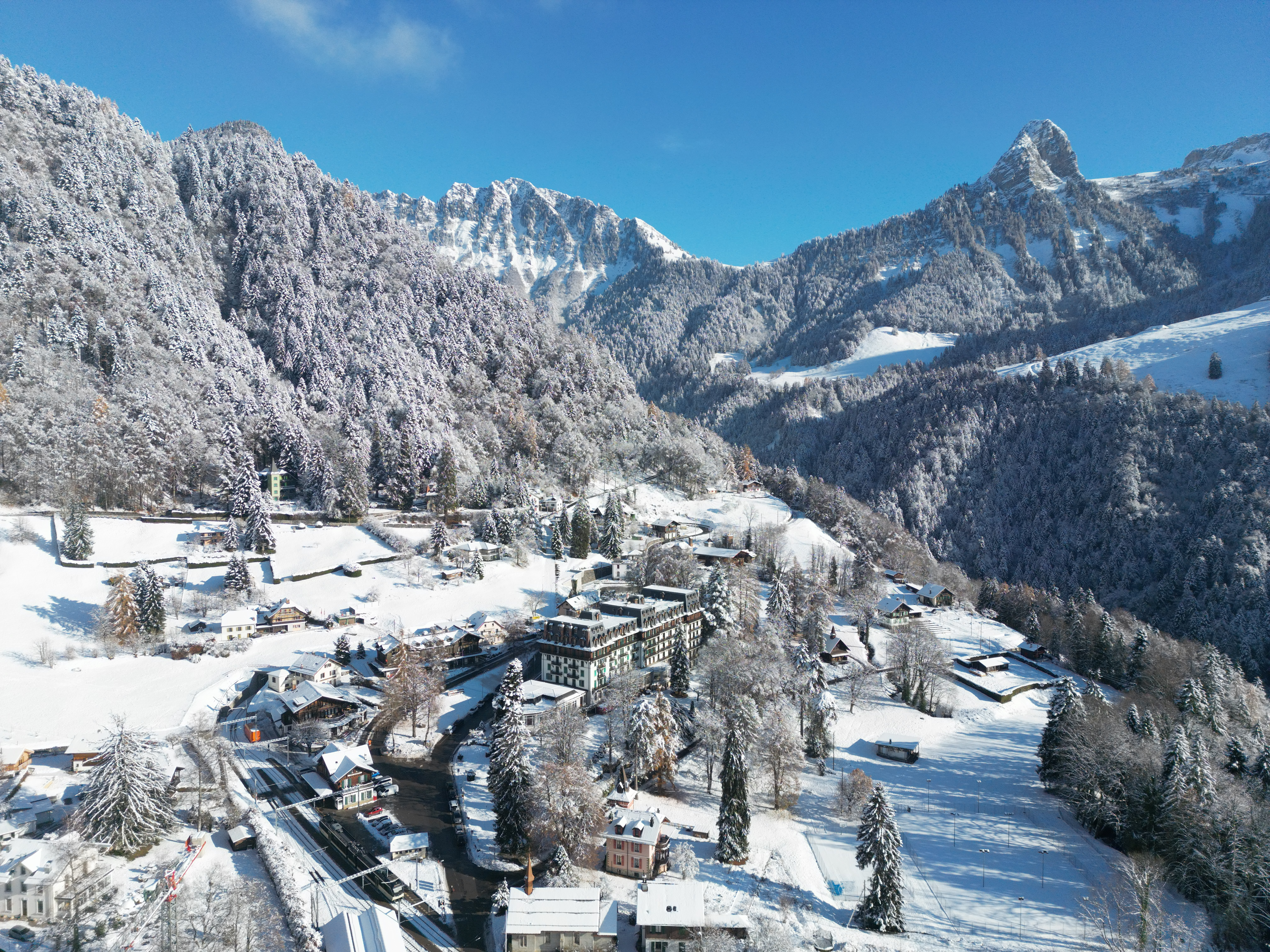
Les Avants in het winterseizoen

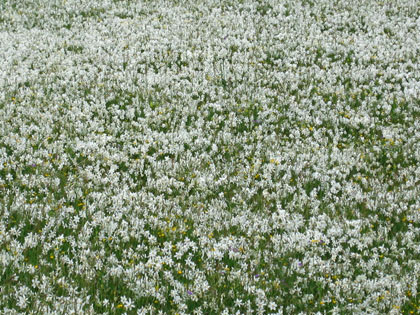
Alpenweide met narcissen in Les Avants

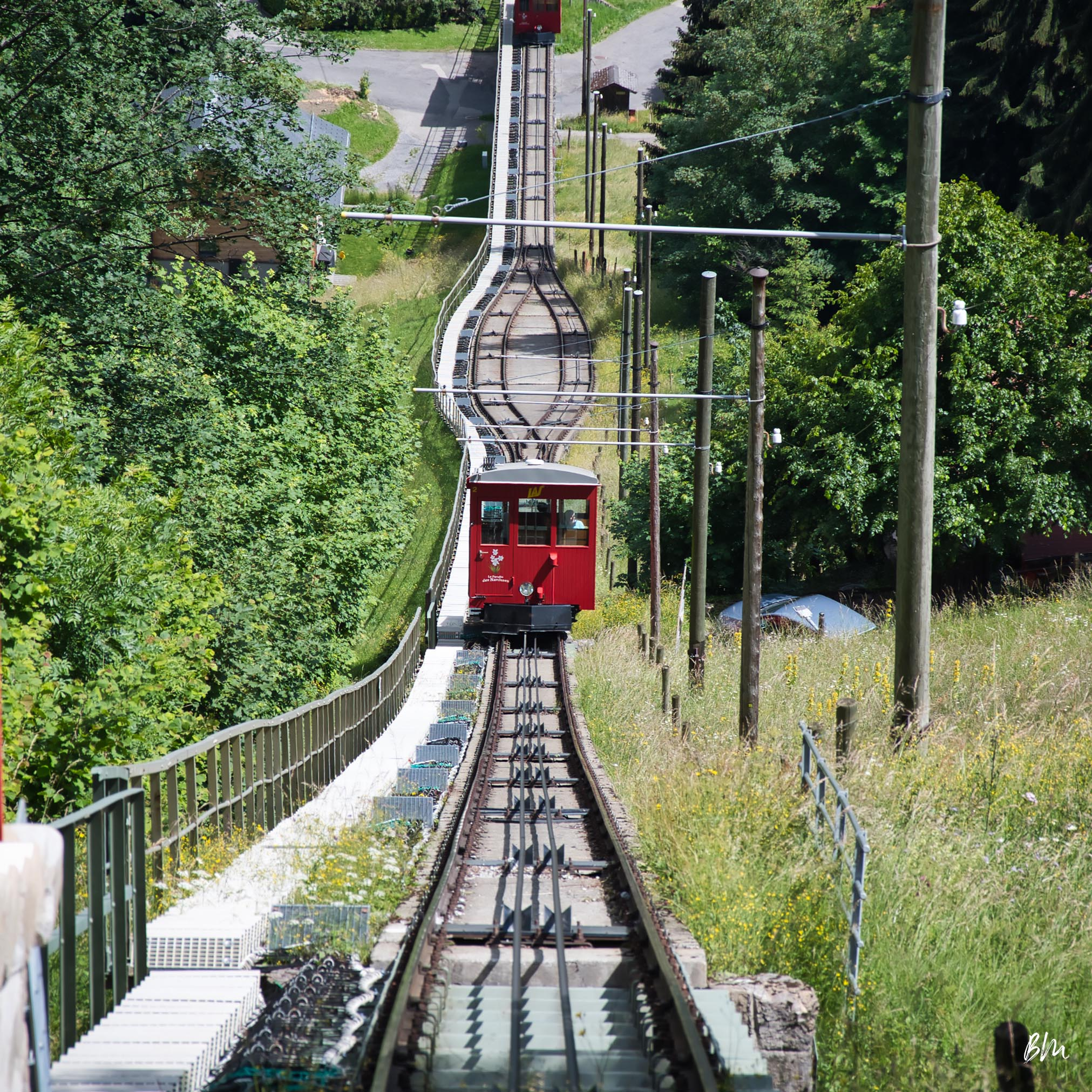
De kabelspoorweg of funiculaire de Sonloup

Les Avants is een plaatsje zo'n drie kilometer ten noordoosten en liggend op het grondgebied van de gemeente Montreux in kanton Vaud in Zwitserland.
Het dorp wordt ontsloten via meerdere routes van het wegennet en een station aan de smalspoorlijn Montreux-Berner Oberland (MOB) die Montreux verbond via Zweisimmen met het Berner Oberland.
Les Avants ligt op 10 km van de oevers van het Meer van Genève, op de flanken van de Dent de Jaman en de Rochers de Naye. Les Avants een startpunt voor vele wandelingen, waaronder de "Narcissenwandeling" die wandelaars aantrekt, vooral in mei, wanneer de narcissen in bloei staan.
Het dorp heeft ongeveer 450 inwoners. Het voormalige Grand Hotel is een internaat geworden: "Le Châtelard" (privéschool voor jonge meisjes). Het dorp heeft een treinstation, de Sonloup-kabelspoorweg, een café met snacks, een bergveehouderij, een graveltennisbaan, een klimmuur. Het dorp is ook het epicentrum voor houthakkers die in de bossen boven het dorpactief zijn, waarbij Montreux een van de grootste bosgebieden van het kanton heeft. In de zomer zijn veehouders ook op verschillende bergweiden actief.
Van 15 december tot 15 maart (afhankelijk van de sneeuwcondities) wordt de weg van Les Avants naar Sonloup een 2,5 km lange rodelbaan (slee). Toegang tot het begin van het pad is via de kabelspoorweg.

## Geschiedenis
Het dorp was een van de eerste wintersportplaatsen in Zwitserland. In de negentiende eeuw maakte het resort een zekere toeristische ontwikkeling door met de bouw van de eerste hotels door de familie Dufour. De aanleg van de spoorweg Montreux-Berner Oberland werd mee gefinancierd door de broers Dufour. Het graven van de Jamantunnel in 1903 die de spoorverbinding met het Pays-d'Enhaut verzorgde en de koppeling van de MOB met het spoornet in Zweisimmen in 1905, en zo met de toeristenoorden in de Berner Alpen en aan de Thunersee, leidde tot een sterke ontwikkeling van het toerisme in het resort tot aan de Eerste Wereldoorlog, met name in samenwerking met de architect Louis Villard.
Bediend door een van de eerste geëlektrificeerde spoorwegen met een steile helling en zonder tandrad, werd het dorp een populaire bestemming voor de Engelsen. 
Les Avants was in 1904 de locatie van het vrouwentennistoernooi Zwitsers Opentennistoernooi.
Les Avants was de eerste plaats in Zwitserland die het Canadese ijshockey, ook in 1904, assimileerde dankzij de Princes Ice Hockey Club of London, een club bestaande uit Canadezen die tot 1914 elke winter optrad in Les Avants. Het is ook de thuisbasis van de eerste bobsleebaan van Zwitserland (die later een rodelbaan werd) en een ijsbaan waar van 10 tot 13 januari 1910 de eerste editie van het Europees kampioenschap ijshockey werd gehouden, georganiseerd door de Ligue Internationale de Hockey sur Glace (LIHG) en gewonnen door het Verenigd Koninkrijk van Groot-Brittannië en Ierland voor het Duitse Rijk, België en Zwitserland. De ijsbaan werd aangelegd op de tennisbanen onder het "Grand Hôtel des Avants", eigendom van de gebroeders Dufour, van wie Louis Dufour medeoprichter is en vice-president was van de Zwitserse ijshockeyfederatie. Hockey Club Les Avants won twee Zwitserse kampioenstitels in 1912 en 1913.
Al in 1910 werd de kabelspoorweg Les Avants – Sonloup (nog steeds in gebruik in de 21e eeuw, met het oorspronkelijk rijdend materiaal en de historische machines, gerenoveerd tussen juni 2012 en januari 2013) gebouwd die sleeërs in staat stelt om terug te klimmen naar de top van de baan.
Ernest Hemingway verbleef in 1922 een paar maanden in het "Pension de la Forêt" (aan de grens van Les Avants en Chamby) en schreef over zijn ervaringen en geneugten van het sleeën daar zes jaar later in verschillende hoofdstukken van A Farewell to Arms.
De Eerste Wereldoorlog, gevolgd door de crisis van 1929, stopte de ontwikkeling en de grote hotels sloten geleidelijk. De concurrentie met de vele wintersportplaatsen die na de Tweede Wereldoorlog ontstonden, zou Les Avants nooit meer de toeristenaantallen van het begin van de eeuw meemaken. 
In de tweede helft van de eeuw ontwikkelde het dorp zich tot een woonwijk van Montreux en beleefde het een toeristische activiteit van wandelen en enkele winteractiviteiten in het middengebergte (sleeën, sneeuwschoenwandelen, langlaufen, skitochten).

## Geboren in Les Avants
- Louis Dufour (1873-1944), Zwitsers ijshockeyer
- Louis Dufour (1901-1960), Zwitsers ijshockeyer
- Alain de Weck (1928-2013), Zwitsers immunoloog

## Overleden in Les Avants
- Graham Payn (1918-2005), Brits acteur[1]
- Joan Sutherland (1926-2010), Australische sopraan[2]

- Gemeinsame Normdatei: 1142150909
- Library of Congress Control Number: nb2010026288
- Nationale Bibliotheek van Israël: 987009282887405171
- Virtual International Authority File: 124605169